# Jardines del Descubrimiento
Los jardines del Descubrimiento son un parque de la ciudad española de Madrid, ubicado junto a la plaza de Colón y delimitado por las calles de Goya, Armada Española, Serrano y el paseo de la Castellana. Están dedicados al descubrimiento de América y cuentan con un monumento en su sector este, además de un mástil con una bandera de España. El parque fue construido en un solar que ocupaba la Fábrica de la Moneda hasta 1970.

## Descripción

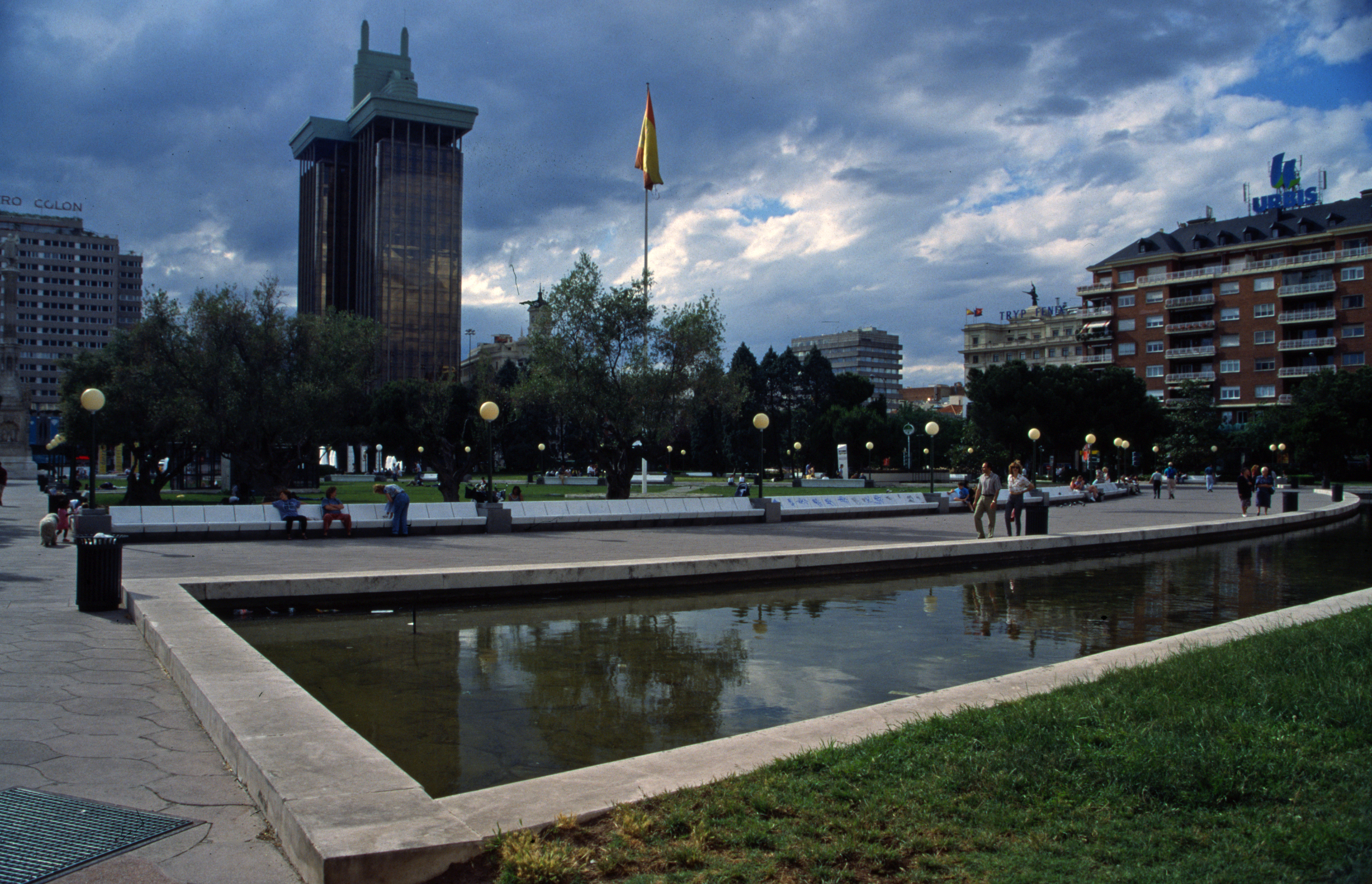
Estanque situado en la parte oriental de los jardines

Ocupan una superficie de 1,87 hectáreas y se extienden cuadrangularmente entre la calle de Goya, que cierra la parte norte del recinto; la confluencia de los paseos de la Castellana y Recoletos, en su lado occidental; la calle de Serrano, en el oriental; y la calle de la Armada Española, que conforma su cara sur. En esta última vía se emplaza la fachada septentrional del Palacio de Bibliotecas y Museos, del siglo XIX, que sirve de sede a la Biblioteca Nacional y al Museo Arqueológico Nacional.

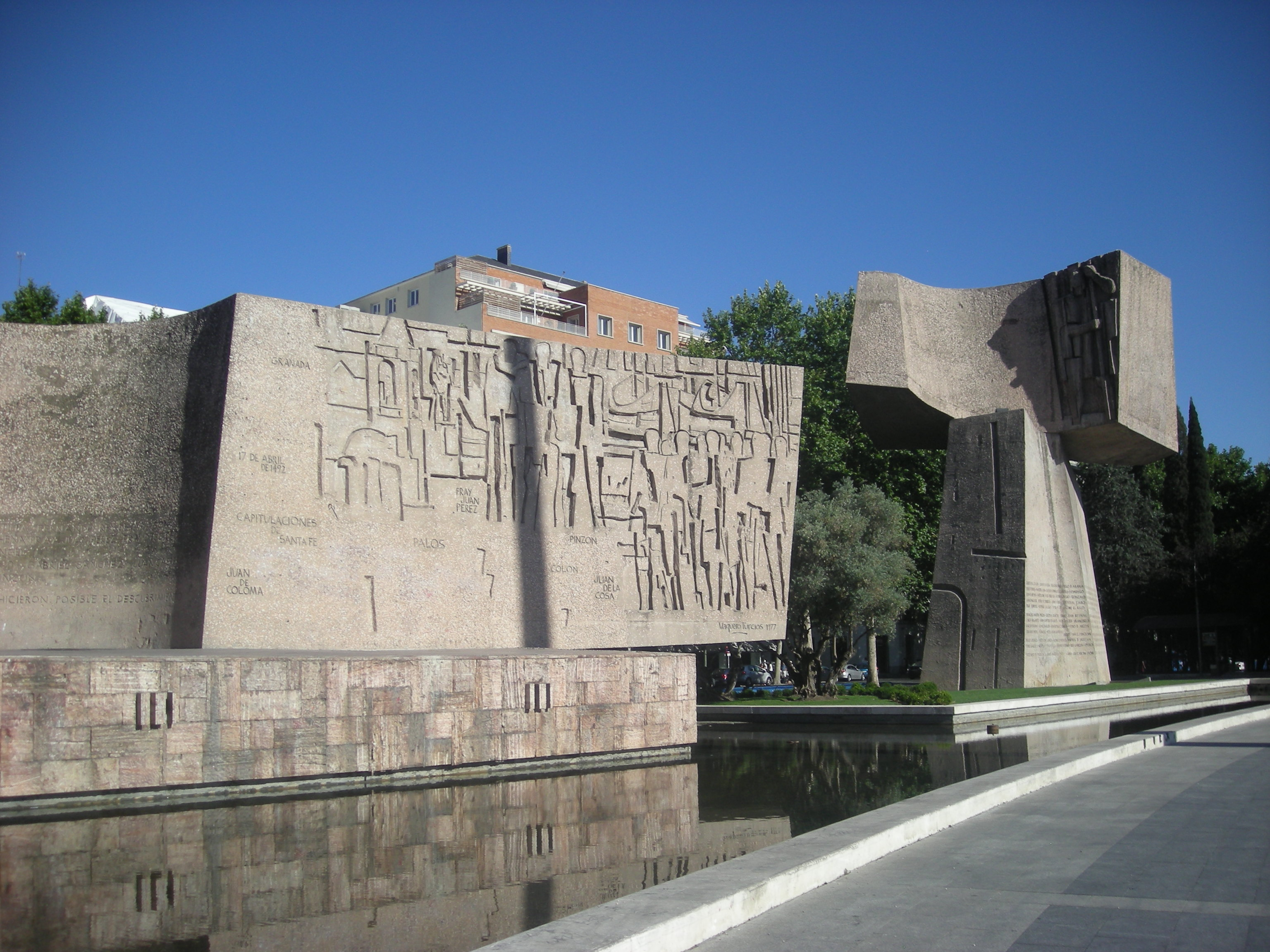
Parte del monumento al Descubrimiento de América

Los jardines, que están dedicados al descubrimiento de América, fueron inaugurados en 1970, dentro de las obras de remodelación de la plaza de Colón. Se levantan sobre el lugar donde se alzaba la Casa de Moneda y Timbre, edificio del siglo XVIII que fue derribado durante la citada reforma. Gran parte de su superficie sirve de cubierta al Centro Cultural de la Villa de Madrid, construido en el subsuelo, así como a un aparcamiento, igualmente subterráneo.
Los jardines presentan una planta cuadrangular, dividida en dos grandes sectores de forma triangular, entre los cuales se extiende un paseo principal distribuido diagonalmente. Están integrados por varios núcleos arbolados (olivos, cedros y pinos) e, inicialmente, por praderas de césped, sustituidas en agosto de 2006 por gravas ornamentales, como medida tomada por el Ayuntamiento de Madrid para ahorrar agua y evitar las filtraciones que se producían sobre el Centro Cultural de la Villa de Madrid.
Su principal valor artístico se encuentra en el monumento al Descubrimiento de América, cuyo autor es Joaquín Vaquero Turcios, en su lado oriental. 
El monumento se erige sobre un estanque y se compone de 3 grandes volúmenes de hormigón con relieves alusivos al citado hecho histórico. Fue erigido en 1977, cuando culminó la remodelación de la plaza de Colón y fue inaugurado el Centro Cultural de la Villa de Madrid.
Uno de los elementos más singulares del conjunto era la cascada que se precipitaba desde los jardines hasta la confluencia de los paseos de la Castellana y Recoletos, conformando, bajo la misma, el acceso al Centro Cultural de la Villa. La cascada se alimentaba de las aguas de un estanque situado a los pies del Monumento a Colón, pero fue secado en el siglo XXI para evitar el deterioro del referido centro cultural y la cascada sustituida por material plástico translúcido.
El recinto alberga un mástil de 50 m de altura y una base de 1,10 m, en el que ondea una bandera de España, de 14 x 21 m, confeccionada en poliéster. Una cabeza giratoria permite que la bandera cambie su orientación en función del sentido del viento.